# Liste der Baudenkmäler in Waltrop
Die Liste der Baudenkmäler in Waltrop enthält die denkmalgeschützten Bauwerke auf dem Gebiet der Stadt Waltrop im Kreis Recklinghausen in Nordrhein-Westfalen (Stand: Juni 2021). Diese Baudenkmäler sind in der Denkmalliste der Stadt Waltrop eingetragen; Grundlage für die Aufnahme ist das Denkmalschutzgesetz Nordrhein-Westfalen (DSchG NRW).

| Bild                                                  | Bezeichnung                                              | Lage                                          | Beschreibung | Bauzeit | Eingetragen seit | Denkmal- nummer |
| ----------------------------------------------------- | -------------------------------------------------------- | --------------------------------------------- | ------------ | ------- | ---------------- | --------------- |
| weitere Bilder                                        | Altes Hebewerk mit Maschinenhaus                         | Oberwiese Am Hebewerk Karte                   |              |         | 14.01.1982       | 1               |
| „Tempel“ Fachwerkbau                                  | „Tempel“ Fachwerkbau                                     | Kirchplatz 5 Karte                            |              |         | 12.04.1983       | 2               |
| „Puppen-Druta“, Fachwerkbau                           | „Puppen-Druta“, Fachwerkbau                              | Bissenkamp 23 Karte                           |              |         | 12.04.1983       | 3               |
| Hof Boelmann                                          | Hof Boelmann                                             | Münsterstraße 201 Karte                       |              |         | 02.08.1984       | 4               |
| Wohnhaus                                              | Wohnhaus                                                 | Bissenkamp 21 Karte                           |              |         | 27.06.1986       | 5               |
| Gaststätte Burbaum                                    | Gaststätte Burbaum                                       | Stadtmitte Kirchplatz 3 und 4 Karte           |              |         | 27.06.1986       | 6               |
| Fachwerkbau                                           | Fachwerkbau                                              | Hochstraße 61 Karte                           |              |         | 16.09.1986       | 7               |
| Fachwerkbau                                           | Fachwerkbau                                              | Stadtmitte Kirchplatz 2 Karte                 |              |         | 29.09.1986       | 8               |
| Fachwerkbau                                           | Fachwerkbau                                              | Bissenkamp 17 Karte                           |              |         | 29.09.1986       | 9               |
| Fachwerkbau                                           | Fachwerkbau                                              | Bissenkamp 19 Karte                           |              |         | 29.09.1986       | 10              |
| Fachwerkgebäude und Kornbrennerei                     | Fachwerkgebäude und Kornbrennerei                        | Dortmunder Straße 25 Karte                    |              |         | 09.10.1986       | 11              |
| weitere Bilder                                        | Kath. Pfarrkirche St. Peter                              | Stadtmitte Kirchplatz Karte                   |              |         | 09.10.1986       | 12              |
| Kapelle am Krankenhaus                                | Kapelle am Krankenhaus                                   | Hochstraße 20 Karte                           |              |         | 09.10.1986       | 13              |
| Wohn-/Fachwerkhaus/Scheune                            | Wohn-/Fachwerkhaus/Scheune                               | Bissenkamp 4 Karte                            |              |         | 09.10.1986       | 14              |
| Fachwerkhaus (ohne Anbauten)                          | Fachwerkhaus (ohne Anbauten)                             | Stadtmitte Bissenkamp 14 Karte                |              |         | 03.11.1986       | 15              |
| Kath. Pfarrkirche St. Marien                          | Kath. Pfarrkirche St. Marien                             | Dortmunder Straße 151 Karte                   |              |         | 03.11.1986       | 16              |
| weitere Bilder                                        | St.-Laurentius-Kapelle Leveringhausen                    | Schultenstraße Karte                          |              |         | 03.11.1986       | 17              |
| BW                                                    | Gut Nierhoff                                             | Oberlippe 16 Karte                            |              |         | 03.11.1986       | 18              |
| Fachwerkbau                                           | Fachwerkbau                                              | Hochstraße 72 Karte                           |              |         | 11.11.1986       | 19              |
| weitere Bilder                                        | Zeche Waltrop                                            | Sydowstraße Karte                             |              |         | 03.12.1987       | 20              |
| weitere Bilder                                        | Haus Wilbring                                            | Wilbringen 1 Karte                            |              |         | 14.12.1987       | 21              |
| Pfarrhaus St. Marien                                  | Pfarrhaus St. Marien                                     | Riphausstraße 2 Karte                         |              |         | 22.01.1988       | 22              |
| Wohnhaus                                              | Wohnhaus                                                 | Am Hebewerk 18 Karte                          |              |         | 08.12.1988       | 23              |
| BW                                                    | Ehemalige Siedlung für Schiffshebewerkangestellte        | Waltrop-Leveringhausen Im Depot 16 – 38 Karte |              |         | 23.03.1989       | 24              |
| Teil der Denkmalnummer 24                             | Teil der Denkmalnummer 24                                | Waltrop-Leveringhausen Im Depot 16 Karte      |              |         | 23.03.1989       |                 |
| Teil der Denkmalnummer 24                             | Teil der Denkmalnummer 24                                | Waltrop-Leveringhausen Im Depot 18 Karte      |              |         | 23.03.1989       |                 |
| Teil der Denkmalnummer 24                             | Teil der Denkmalnummer 24                                | Waltrop-Leveringhausen Im Depot 20 Karte      |              |         | 23.03.1989       |                 |
| Teil der Denkmalnummer 24                             | Teil der Denkmalnummer 24                                | Waltrop-Leveringhausen Im Depot 22 Karte      |              |         | 23.03.1989       |                 |
| Teil der Denkmalnummer 24                             | Teil der Denkmalnummer 24                                | Waltrop-Leveringhausen Im Depot 24 Karte      |              |         | 23.03.1989       |                 |
| Teil der Denkmalnummer 24                             | Teil der Denkmalnummer 24                                | Waltrop-Leveringhausen Im Depot 26 Karte      |              |         | 23.03.1989       |                 |
| Teil der Denkmalnummer 24                             | Teil der Denkmalnummer 24                                | Waltrop-Leveringhausen Im Depot 28 Karte      |              |         | 23.03.1989       |                 |
| Teil der Denkmalnummer 24                             | Teil der Denkmalnummer 24                                | Waltrop-Leveringhausen Im Depot 30 Karte      |              |         | 23.03.1989       |                 |
| Teil der Denkmalnummer 24                             | Teil der Denkmalnummer 24                                | Waltrop-Leveringhausen Im Depot 32 Karte      |              |         | 23.03.1989       |                 |
| Teil der Denkmalnummer 24                             | Teil der Denkmalnummer 24                                | Waltrop-Leveringhausen Im Depot 34 Karte      |              |         | 23.03.1989       |                 |
| Teil der Denkmalnummer 24                             | Teil der Denkmalnummer 24                                | Waltrop-Leveringhausen Im Depot 36 Karte      |              |         | 23.03.1989       |                 |
| Teil der Denkmalnummer 24                             | Teil der Denkmalnummer 24                                | Waltrop-Leveringhausen Im Depot 38 Karte      |              |         | 23.03.1989       |                 |
| Mahnmal                                               | Mahnmal                                                  | Wilhelm-/Hochstraße Karte                     |              |         | 12.07.1989       | 25              |
| weitere Bilder                                        | Stillgelegte Schachtschleuse                             | Oberwiese Recklinghäuser Straße Karte         |              |         | 30.05.1990       | 26              |
| Fachwerkbau ehem. Dienstgebäude                       | Fachwerkbau ehem. Dienstgebäude                          | Waltrop-Oberwiese Provinzialstraße 37 Karte   |              | 1894    | 25.07.1990       | 27              |
| BW                                                    | Wirtschaftsgebäude/Fachwerk (Scheunen) „Haus Wilbringen“ | Wilbringen 1 Karte                            |              |         | 25.07.1990       | 28              |
| Wilbringer Bundesbahnbrücke                           | Wilbringer Bundesbahnbrücke                              | Wilbringen Karte                              |              |         | 21.08.1992       | 29              |
| Fachwerkbau ehem. Bauernschaftsschule                 | Fachwerkbau ehem. Bauernschaftsschule                    | Unterlippe 28 Karte                           |              |         | 30.11.1992       | 31              |
| Bauernhaus mit Schweinestallanbau                     | Bauernhaus mit Schweinestallanbau                        | Dortmunder Straße 55 Karte                    |              |         | 09.10.1995       | 32              |
| Haupthaus des bäuerlichen Anwesens                    | Haupthaus des bäuerlichen Anwesens                       | Ickerner Straße 45 Karte                      |              |         | 16.06.1998       | 33              |
| Arztvilla mit Praxisräumen                            | Arztvilla mit Praxisräumen                               | Dortmunder Straße 50 Karte                    |              |         | 03.11.2003       | 34              |
| Hof- und Wegekreuz                                    | Hof- und Wegekreuz                                       | Unterlipper Straße Karte                      |              |         | 11.12.2003       | 35              |
| BW                                                    | Bauernhaus / Brambauerstraße 65                          | An der Zechenbahn 10a Karte                   |              |         | 11.12.2003       | 36              |
| ehem. Zwangsarbeiterbaracke                           | ehem. Zwangsarbeiterbaracke                              | Am Rapensweg 13 Karte                         |              |         | 23.03.2004       | 38              |
| ehem. Zwangsarbeiterbaracke                           | ehem. Zwangsarbeiterbaracke                              | Am Rapensweg 15 Karte                         |              |         | 23.03.2004       | 39              |
| ehem. Zwangsarbeiterbaracke                           | ehem. Zwangsarbeiterbaracke                              | Am Rapensweg 16 Karte                         |              |         | 23.03.2004       | 40              |
| Bauernhaus ohne Anbauten sowie Backhaus ohne Abseiten | Bauernhaus ohne Anbauten sowie Backhaus ohne Abseiten    | Unterlippe 1 Karte                            |              |         | 23.02.2005       | 41              |
| Wohnhaus                                              | Wohnhaus                                                 | Hochstraße 64 Karte                           |              |         | 14.09.2005       | 42              |
| weitere Bilder                                        | Neues Schiffshebewerk                                    | Oberwiese Zum Neuen Hebewerk Karte            |              |         | 08.12.2005       | 43              |
| Transformatorenstation                                | Transformatorenstation                                   | Im Abdinghof 1 Karte                          |              |         | 22.02.2011       | 44              |
| weitere Bilder                                        | Kreuzungsbauwerk Lukas-Brücke                            | Provinzialstraße Karte                        |              |         | 10.06.2016       | 45              |
| BW                                                    | Wohn- und Geschäftshaus Anton Cremer                     | Rösterstraße 1 Karte                          |              |         | 16.10.2020       | 46              |

## Gelöschte Baudenkmäler
| Bild                        | Bezeichnung                 | Lage                  | Beschreibung | Bauzeit | Eingetragen seit | Denkmal- nummer |
| --------------------------- | --------------------------- | --------------------- | --- | ------- | ---------------- | --------------- |
|                             | Wilbringer Zechenbahnbrücke | Wilbringen            | Die Wilbringer Zechenbahnbrücke existiert als solche nicht mehr. Teile der Brücke wurden bei Erweiterungsarbeiten am Kanal zum Ausbau der direkt nebenan befindlichen zweispurigen Wilbringer Bundesbahnbrücke verwendet. Der Eintrag Nr. 30 wurde aus der Denkmalliste gestrichen. |         | 21.08.1992       | 30              |
| ehem. Zwangsarbeiterbaracke | ehem. Zwangsarbeiterbaracke | Am Rapensweg 10 Karte | |         | 23.03.2004       | 37              |